# 아핀 사상
대수기하학에서, 아핀 사상(affine寫像, 영어: affine morphism)은 모든 아핀 열린집합의 원상이 아핀 열린집합인 스킴 사상이다. 아핀 스킴의 개념의 상대화(相對化)이다.

## 정의
두 스킴 {\displaystyle X}, {\displaystyle Y} 사이의 스킴 사상 {\displaystyle f\colon X\to Y}에 대하여 다음 두 조건이 서로 동치이며, 이를 만족시키는 스킴 사상을 아핀 사상이라고 한다.
- {\displaystyle Y}의 임의의 아핀 열린집합 {\displaystyle \operatorname {Spec} R\cong U\subseteq Y}에 대하여, 열린집합 {\displaystyle f^{-1}(U)\subseteq X} 역시 아핀 스킴이다.[1]:128, Exercise II.5.17(a)
- 모든 {\displaystyle f}-원상이 아핀 열린집합이 되는 아핀 열린집합 {\displaystyle U_{i}\subseteq Y}들로 구성된 {\displaystyle Y}의 덮개 {\displaystyle (U_{i})_{i\in I}}가 존재한다.[1]:128, Exercise II.5.17

## 성질
다음이 주어졌다고 하자.
- 분리 스킴 {\displaystyle X\to \operatorname {Spec} \mathbb {Z} }
- 스킴 {\displaystyle Y}
- 준콤팩트 함수인 스킴 사상 {\displaystyle f\colon X\to Y}

그렇다면, 세르 아핀성 조건(Serre affine性條件, 영어: Serre’s criterion of affineness)에 따르면, 다음 두 조건이 서로 동치이다.
- {\displaystyle f}는 아핀 사상이다.
- 준연접층 범주 사이의 직상 함자 {\displaystyle f_{*}\colon \operatorname {QCoh} (X)\to \operatorname {QCoh} (Y)}는 완전 함자이다.

특히, {\displaystyle Y=\operatorname {Spec} \mathbb {Z} }일 경우를 생각하면, 임의의 스킴 {\displaystyle X}에 대하여 다음 두 조건이 서로 동치이다.
- 아핀 스킴이다.
- 위상 공간으로서 콤팩트 공간이며, 분리 스킴이며, {\displaystyle X} 위의 모든 준연접층의 고차 층 코호몰로지 군은 자명군이다. 즉, 임의의 준연접층 {\displaystyle {\mathcal {F}}\in \operatorname {QCoh} (X)}에 대하여, {\displaystyle \forall i\in \mathbb {Z} ^{+}\colon \operatorname {H} ^{i}(X;{\mathcal {F}})=0}이다.

### 연산에 대한 닫힘
유한 개의 아핀 사상들의 합성은 아핀 사상이다.
아핀 사상의 성질은 밑 전환에 대하여 닫혀 있다. 즉, 임의의 세 스킴 {\displaystyle X}, {\displaystyle Y}, {\displaystyle Z} 및 아핀 사상 {\displaystyle f\colon X\to Y} 및 스킴 사상 {\displaystyle g\colon Z\to Y}에 대하여, {\displaystyle (f,g)}에 대한 올곱 {\displaystyle X_{Y}Z}를 정의하면, 올곱의 정의에 등장하는 표준적 사상 {\displaystyle \pi _{Z}\colon X\times _{Y}Z\to Z} 역시 아핀 사상이다.
{\displaystyle {\begin{matrix}X\times _{Y}Z&{\overset {\pi _{Z}}{\to }}&Z\\{\scriptstyle \pi _{X}}\downarrow \color {White}{\scriptstyle \pi _{X}}&&{\color {White}\scriptstyle g}\downarrow \scriptstyle g\\X&{\underset {f}{\to }}&Y\end{matrix}}}

### 함의 관계
모든 아핀 사상은 준콤팩트 함수이자 분리 사상이다. 모든 유한 사상은 아핀 사상이다.
|               |   | 분리 사상 |   |           |   |           |
|               |   | ∪         |   |           |   |           |
| 준콤팩트 함수 | ⊃ | 아핀 사상 | ⊃ | 유한 사상 | ⊃ | 닫힌 몰입 |

## 예
두 아핀 스킴 사이의 스킴 사상은 (자명하게) 항상 아핀 사상이다.
임의의 스킴 {\displaystyle X}에 대하여 다음 두 조건이 서로 동치이다.
- {\displaystyle X}는 아핀 스킴이다. 즉, {\displaystyle X\cong \operatorname {Spec} R}인 가환환 {\displaystyle R}가 존재한다.
- 유일한 스킴 사상 {\displaystyle X\to \operatorname {Spec} \mathbb {Z} }가 아핀 사상이다.

## 참고 문헌
1. 1 2  Hartshorne, Robin (1977). 《Algebraic geometry》. Graduate Texts in Mathematics (영어) 52. Springer. doi:10.1007/978-1-4757-3849-0. ISBN 978-0-387-90244-9. ISSN 0072-5285. MR 0463157. Zbl 0367.14001.
2. ↑  ÉGA II 5.2.2, ÉGA IV 1.7.17